# Ланкузи-Пента-Болано (Салерно)
Ланкузи-Пента-Болано (итал. Lancusi-Penta-Bolano) је насеље у Италији у округу Салерно, региону Кампанија.
Према процени из 2011. у насељу је живело 5839 становника. Насеље се налази на надморској висини од 224 м.